# Salvatore Gristina
Salvatore Gristina (Sciara, 23 giugno 1946) è un arcivescovo cattolico italiano, dall'8 gennaio 2022 arcivescovo emerito di Catania.

## Biografia
È nato a Sciara, in provincia ed arcidiocesi di Palermo, il 23 giugno 1946.

### Formazione e ministero sacerdotale
Dopo aver compiuto gli studi presso il seminario arcivescovile di Palermo ha conseguito la laurea in filosofia presso l'Università degli Studi di Palermo e la licenza in diritto canonico presso la Pontificia Università Lateranense.
Il 17 maggio 1970 è stato ordinato presbitero, in piazza San Pietro, da papa Paolo VI.
Dopo l'ordinazione è stato insegnante di religione nelle scuole statali e vicario parrocchiale.
Ha frequentato la Pontificia accademia ecclesiastica dal 1974 al 1976, conseguendo il relativo diploma in Scienze diplomatiche, e successivamente ha prestato servizio come addetto di nunziatura, segretario di nunziatura ed uditore di nunziatura presso le rappresentanze pontificie in Costa d'Avorio, dal 1976 al 1980, Trinidad e Tobago, dal 1980 al 1983, e Brasile, fino al 1984.
Tornato in Italia, è diventato parroco della parrocchia Mater Misericordiae a Palermo e in seguito vicario generale e moderatore della curia dell'arcidiocesi di Palermo.

### Ministero episcopale

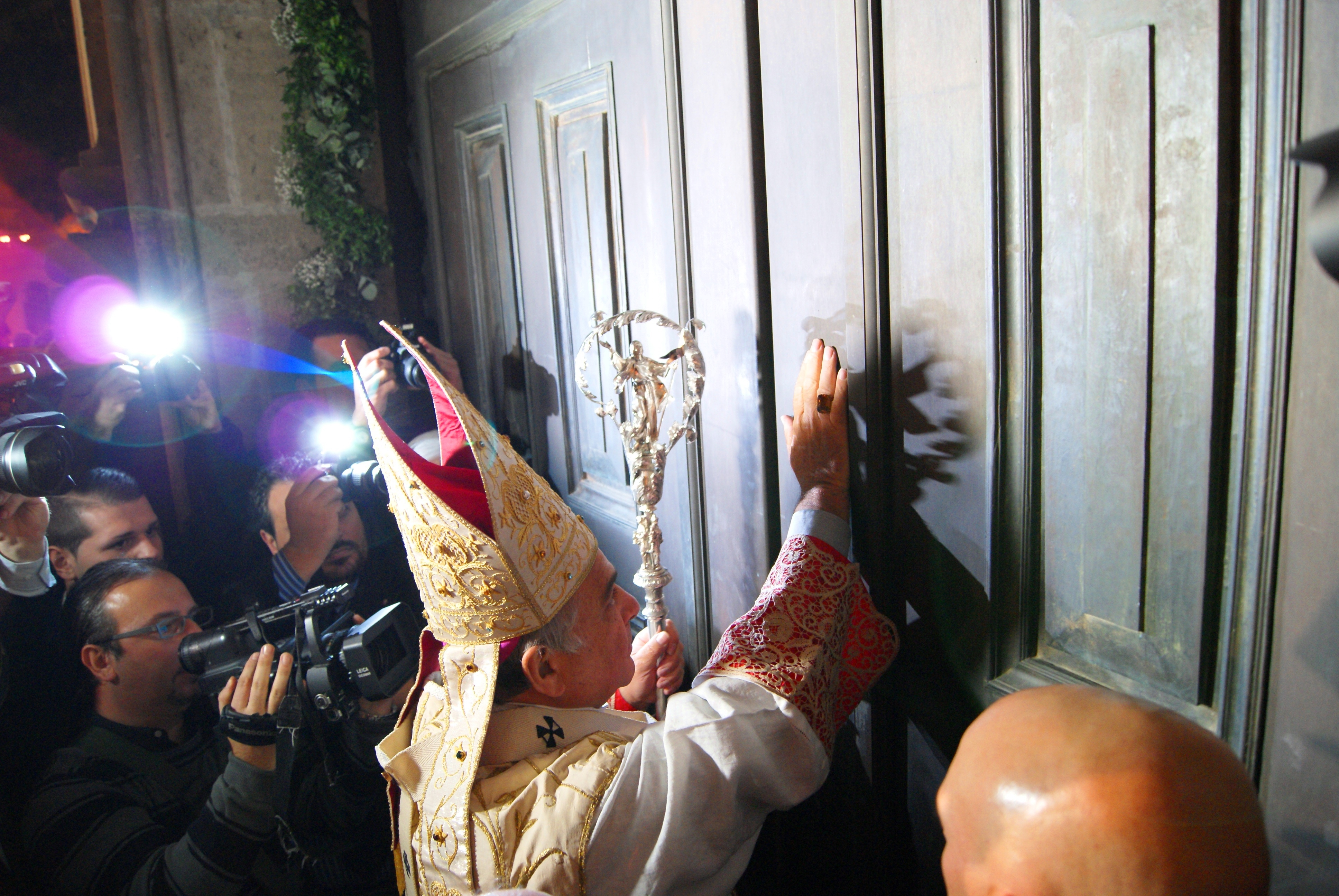
Salvatore Gristina riapre il tempio di Santa Barbara a Paternò nel 2013.

Il 16 luglio 1992 papa Giovanni Paolo II lo ha nominato vescovo ausiliare di Palermo e vescovo titolare di Musti di Numidia. Il 3 ottobre seguente ha ricevuto l'ordinazione episcopale, nella cattedrale di Palermo, dal cardinale Salvatore Pappalardo, co-consacranti Vincenzo Cirrincione, vescovo di Piazza Armerina, che era stato ausiliare di Palermo, e l'arcivescovo Jean-Louis Pierre Tauran.
Il 23 gennaio 1999 è stato nominato dallo stesso papa vescovo di Acireale; è succeduto a Giuseppe Malandrino, precedentemente trasferito alla diocesi di Noto. Il 20 marzo dello stesso anno ha preso possesso della diocesi.
Il 7 giugno 2002 papa Giovanni Paolo II lo ha nominato arcivescovo metropolita di Catania; è succeduto a Luigi Bommarito, dimessosi per raggiunti limiti di età. Il 6 agosto ha preso possesso dell'arcidiocesi.
Il 19 gennaio 2016 è stato eletto presidente della Conferenza episcopale siciliana.
Il 28 settembre 2019 ha partecipato ad una marcia ecumenica per la pace che si è conclusa con un pellegrinaggio alla Moschea della Misericordia e la lettura congiunta di un messaggio alla città, unitamente all'imam Kheit Abdelhafid.
L'8 gennaio 2022 papa Francesco ha accolto la sua rinuncia, presentata per raggiunti limiti di età; gli è succeduto Luigi Renna, fino ad allora vescovo di Cerignola-Ascoli Satriano. È rimasto amministratore apostolico dell'arcidiocesi fino all'ingresso del successore, avvenuto il 19 febbraio seguente. Da arcivescovo emerito continua a risiedere a Catania, presso la Casa del clero "San Giuseppe".

## Genealogia episcopale e successione apostolica
La genealogia episcopale è:
- Cardinale Scipione Rebiba
- Cardinale Giulio Antonio Santori
- Cardinale Girolamo Bernerio, O.P.
- Arcivescovo Galeazzo Sanvitale
- Cardinale Ludovico Ludovisi
- Cardinale Luigi Caetani
- Cardinale Ulderico Carpegna
- Cardinale Paluzzo Paluzzi Altieri degli Albertoni
- Papa Benedetto XIII
- Papa Benedetto XIV
- Papa Clemente XIII
- Cardinale Marcantonio Colonna
- Cardinale Giacinto Sigismondo Gerdil, B.
- Cardinale Giulio Maria della Somaglia
- Cardinale Carlo Odescalchi, S.I.
- Cardinale Costantino Patrizi Naro
- Cardinale Lucido Maria Parocchi
- Papa Pio X
- Cardinale Gaetano De Lai
- Cardinale Raffaele Carlo Rossi, O.C.D.
- Cardinale Amleto Giovanni Cicognani
- Cardinale Salvatore Pappalardo
- Arcivescovo Salvatore Gristina

La successione apostolica è:
- Vescovo Guglielmo Giombanco (2017)
- Vescovo Giuseppe Schillaci (2019)